# Трубарівський
Трубарівський — пасажирський залізничний зупинний пункт Полтавської дирекції Південної залізниці. Код ЕСР: 429017. Код Экспресс-3/UIC: 2204796.

Розташований на лінії Курінь — Прилуки між роз'їздом Коломійцеве (15 км) та станцією Прилуки (4 км) на західній околиці Прилук Прилуцького району Чернігівської області.
Відкрита у 1970-і роки.
Станом на березень 2020 року щодня три пари дизель-потягів прямують за напрямком Бахмач-Пасажирський/Варварівський — Прилуки.